# Брюккен-Гакпфюффель
Брюккен-Гакпфюффель (нім. Brücken-Hackpfüffel) — громада в Німеччині, розташована в землі Саксонія-Ангальт. Входить до складу району Мансфельд-Зюдгарц. Складова частина об'єднання громад Гольдене-Ауе.
Площа — 16,65 км2. Населення становить 970 ос. (станом на 31 грудня 2021).